# Robert de Sorbon

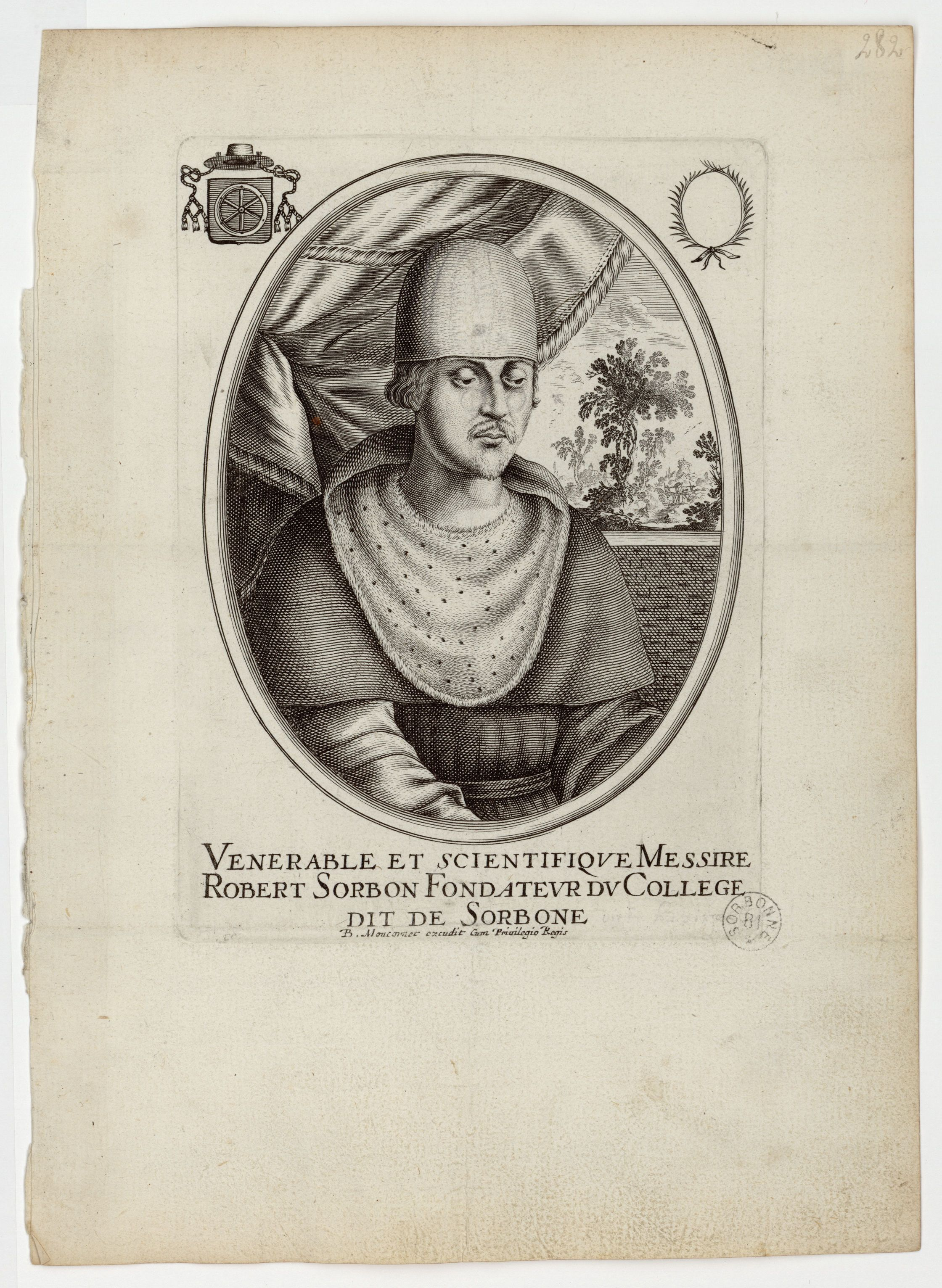
Vénérable et scientifique Messire Robert Sorbon, fondateur du collège dit de Sorbonne, 1620.

Robert de Sorbon, né le 9 octobre 1201 à Sorbon (actuel département des Ardennes), et mort le 15 août 1274 à Paris, est un homme d'Église et théologien français.
Issu d'une famille pauvre et devenu après ses études à Paris chapelain du roi Louis IX, il est particulièrement connu pour avoir fondé en 1257 le collège de Sorbonne, établissement destiné à l'origine à donner des conditions d'existence correctes à des étudiants en théologie de l'université de Paris.
Le nom de ce collège, dérivé du nom de son fondateur, est devenu beaucoup plus tard, après sa suppression en 1793, synonyme de « université de Paris » (« la Sorbonne ») et on le retrouve encore aujourd'hui dans le nom de plusieurs universités parisiennes (« Paris 1 Panthéon-Sorbonne », par exemple).

## Biographie

### Origines familiales et formation
Fils de paysan, Robert de Sorbon est réputé avoir été l'un des « pauvres écoliers », c'est-à-dire étudiants, de l'université de Paris (fondée en 1150), obligés de demander l’aumône pour mener à bien leurs études, dans l’espoir d’obtenir un bénéfice ecclésiastique.
Il est ordonné prêtre et reçu docteur en théologie avant 1250.

### Débuts
Il est nommé chanoine de la cathédrale de Cambrai, dont le diocèse relève de l'archidiocèse de Reims. Ses sermons et ses conférences de piété[réf. nécessaire] lui valent une certaine réputation.
Le roi Louis IX  le choisit comme chapelain, peut-être comme confesseur. Ils forment avec Jean de Joinville, sénéchal de Champagne, un cercle d'amis s'estimant mutuellement.

### Fondation du collège de Sorbonne
Dans le but d'aider les écoliers pauvres et d’aplanir pour eux les obstacles qu’il a rencontrés au cours de ses études, il fonde une société d’ecclésiastiques vivant en commun et donnant des leçons gratuites. Cette société inclut notamment Guillaume de Bray, archidiacre du diocèse de Reims, Robert de Douai, chanoine et médecin de la reine Marguerite, Geoffroi de Bar, plus tard cardinal, et le dominicain Guillaume de Chartres, un des aumôniers du roi.
Un acte du 21 octobre 1250 concernant un certain nombre d'opérations foncières entre le roi et Robert de Sorbon, signé par la reine-mère, Blanche de Castille, régente pendant la septième croisade (1248-1254), indique que le roi cède « à maître Robert de Sorbon, chanoine de Cambrai, pour la demeure des pauvres écoliers, une maison qui avait appartenu à un nommé Jean d’Orléans, et les écuries contiguës de Pierre Pique-l’Ane (Petri Pungentis-Asinum) situées dans la rue Coupe-Gueule, devant le palais des Thermes ». Cet acte est le plus ancien que l’on connaisse ayant un rapport avec la Sorbonne.
C’est grâce à cette donation qu'est fondé vers 1254, un établissement dit « pauvre maison », qui va recevoir ensuite le nom de collège de Sorbonne et devenir une des plus célèbres institutions de l’université de Paris. En février 1257, Louis IX entérine cette fondation en cédant à Robert de Sorbon deux autres maisons attenant à la donation de 1250.
En 1258 et en 1263, Robert fait deux autres échanges de maisons[pas clair] avec le roi comprenant celles situées sur la rive droite de la Seine qui servent à établir le couvent de Sainte-Croix-de-la-̈Bretonnerie[pas clair]. En reconnaissance du zèle de Robert en faveur des étudiants pauvres, on[Qui ?] lui donne le titre de proviseur.

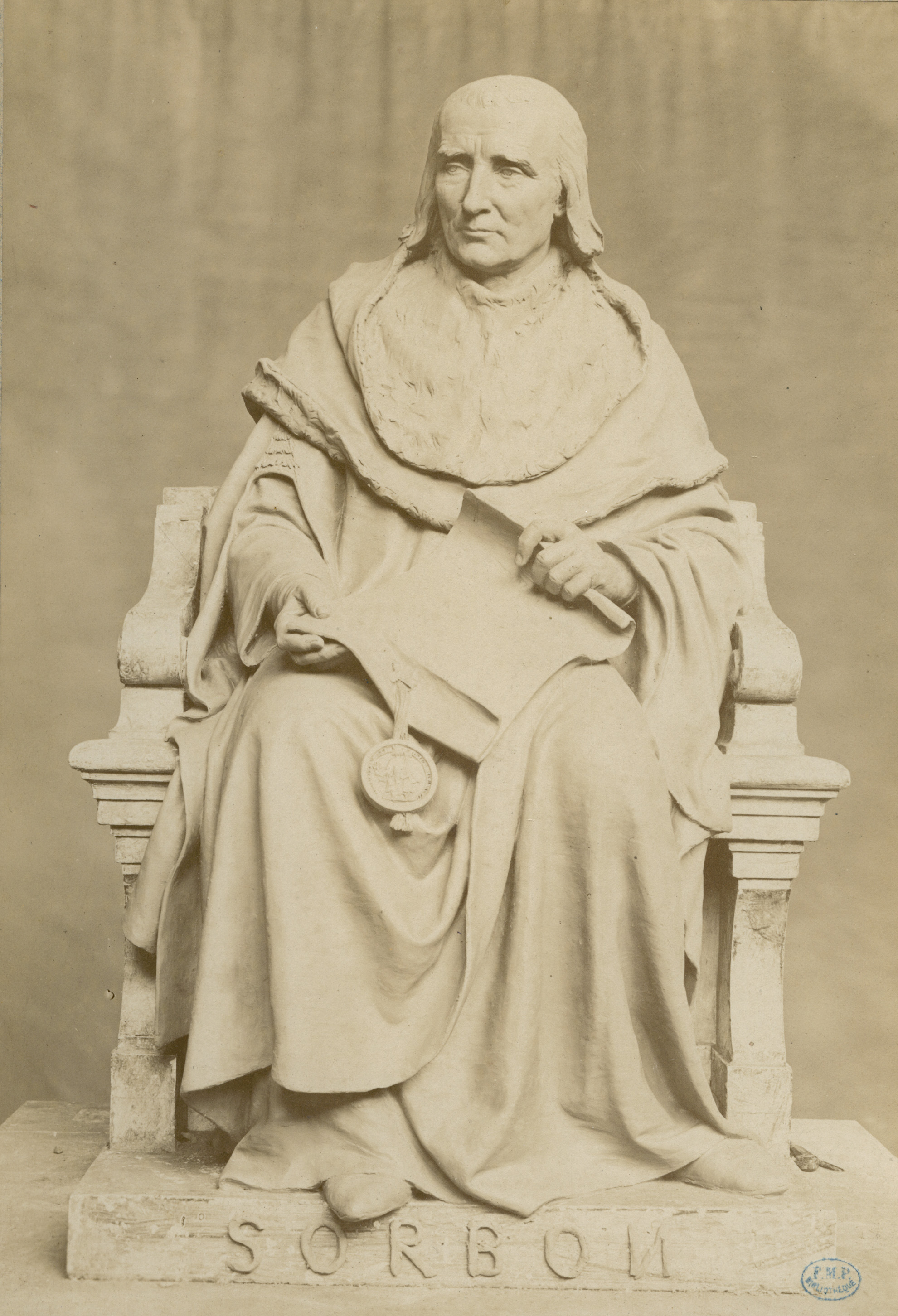
Statue de Robert de Sorbon.

### Organisation du collège
Quoi qu’en dise du Boulay, il y a dès les premiers jours de la fondation non pas seize boursiers, mais des docteurs, des bacheliers boursiers et non boursiers et des étudiants pauvres[pas clair].
Robert ordonne[Où ?] que, pour être membre de son collège, on ne recevrait que des hôtes (hospites) et des associés (socii), les uns et les autres soumis à divers examens avant leur réception.
Le collège accueille aussi des étudiants non boursiers comme associés (socii non bursales), obligés de subir les mêmes examens et les mêmes exercices que les boursiers. Ils doivent payer cinq sous parisis et demi par semaine, somme égale à celle que l’on donne aux boursiers. Robert veut que tout soit géré et réglé par les socii, qui sont égaux et n'ont ni supérieur ni principal.
Outre la théologie, qui est enseignée dans toutes ses parties, Robert veut qu’il y ait toujours dans son collège des docteurs s’appliquant particulièrement à la morale et à la solution des cas de conscience. C'est pourquoi, depuis son époque, la Sorbonne est consultée depuis toutes les parties de l’Europe.[réf. nécessaire]
La fondation est approuvée en 1259 par le pape Alexandre IV.

### Évolution du collège

#### La bibliothèque (1260)

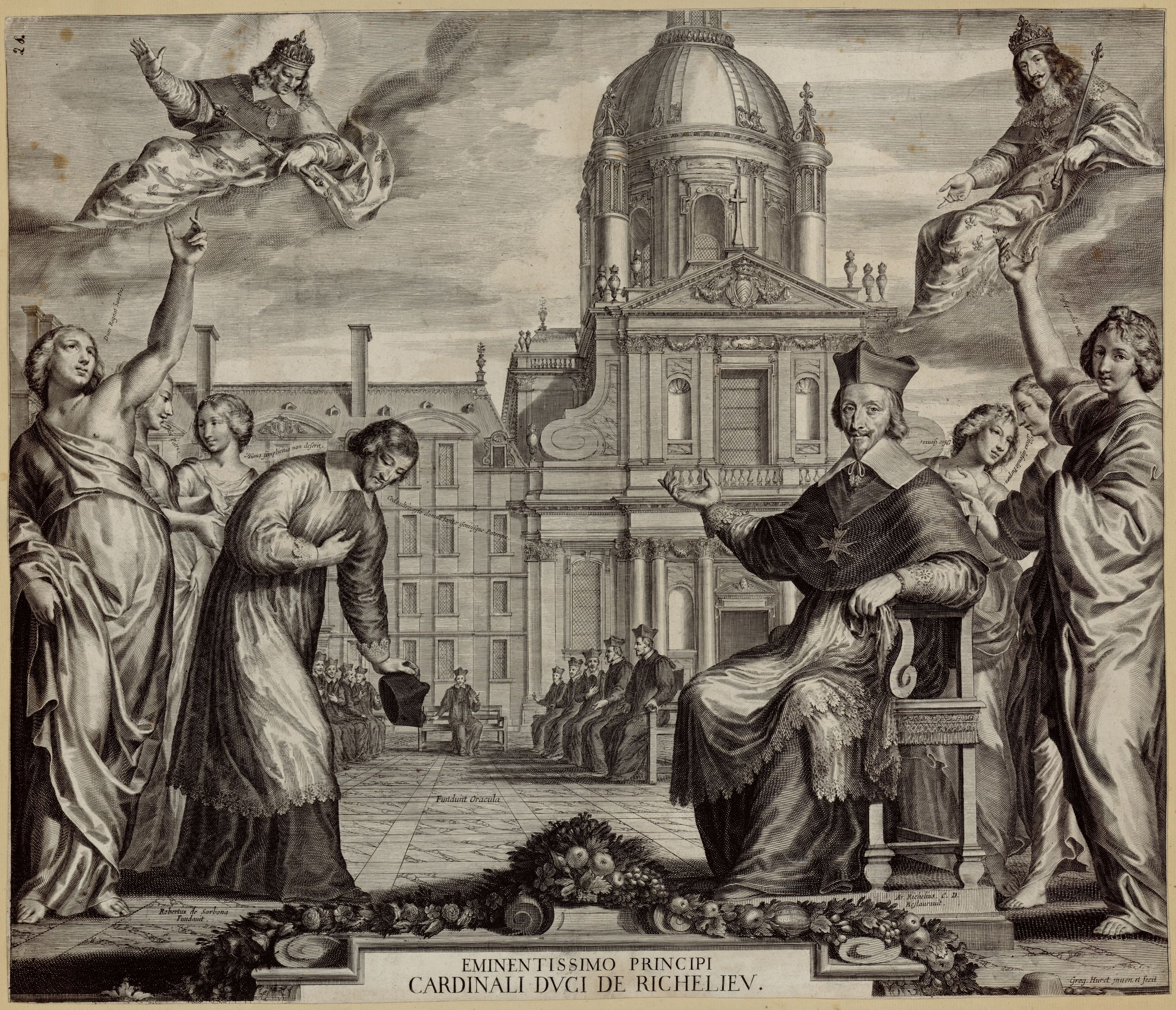
Grégoire Huret, Le cardinal de Richelieu recevant les hommages de Robert de Sorbon, 1642.

La bibliothèque du collège de Sorbonne est fondée par Robert de Sorbon vers 1260 avec le soutien du roi. Elle a été l’une des plus importantes collections de livres connues au Moyen Âge, soit plus de 1 000 volumes (fin du XIIIe siècle). Elle a joué un rôle important dans les processus de diffusion et de validation des savoirs ainsi qu'en matière de bibliothéconomie,. En effet elle a pour vocation de structurer une communauté unie par une même discipline et identité. La bibliothèque de la Sorbonne a conservé une riche documentation contrairement aux bibliothèques des autres collèges parisiens dont la documentation a été disséminée. Le rayonnement de la bibliothèque de la Sorbonne est dû entre autres à de nombreux dons et legs. Robert de Sorbon, qui était vivant lors de la fondation du collège de la Sorbonne, a mis à disposition sa propre bibliothèque personnelle. En 1290, vingt ans après sa fondation, le collège a reçu une vingtaine de dons qui ont permis l'acquisition de nombreux volumes et de manuscrits.

#### Le collège des arts (1271)
En 1271, Robert ajoute au collège, spécialisé en théologie (matière relevant de la faculté de théologie), un autre collège pour les humanités et la philosophie, matières relevant de la faculté des arts.
Cet établissement durera jusqu’en 1635, date à laquelle Richelieu le fait démolir pour bâtir sur son emplacement l’actuelle chapelle de la Sorbonne.

### Carrière ultérieure
Devenu chanoine de la cathédrale de Paris en 1258, Robert acquiert une telle réputation par sa fondation, sa piété et ses ouvrages théologiques, qu'il est consulté par les princes et choisi quelquefois pour arbitre.
Par le testament qu'il rédige en 1270, il lègue tous ses biens à la Société de Sorbonne. Toutes ses propriétés et richesses ont été transmises aux maîtres de la Sorbonne et ses ouvrages à la bibliothèque de son collège. 

### Mort et funérailles
Robert de Sorbon est décédé le 15 août 1274. L'obituaire du Collège fut le suivant Obiit magister Robertus de Sorbonio canonicus parisiensis, fundator domus hujus. Ce à quoi, une autre personne a ajouté obiit anno Domini 1274 die assumptionis beate Virginis. 

Il a probablement été inhumé dans la chapelle de son collège.

## Œuvres

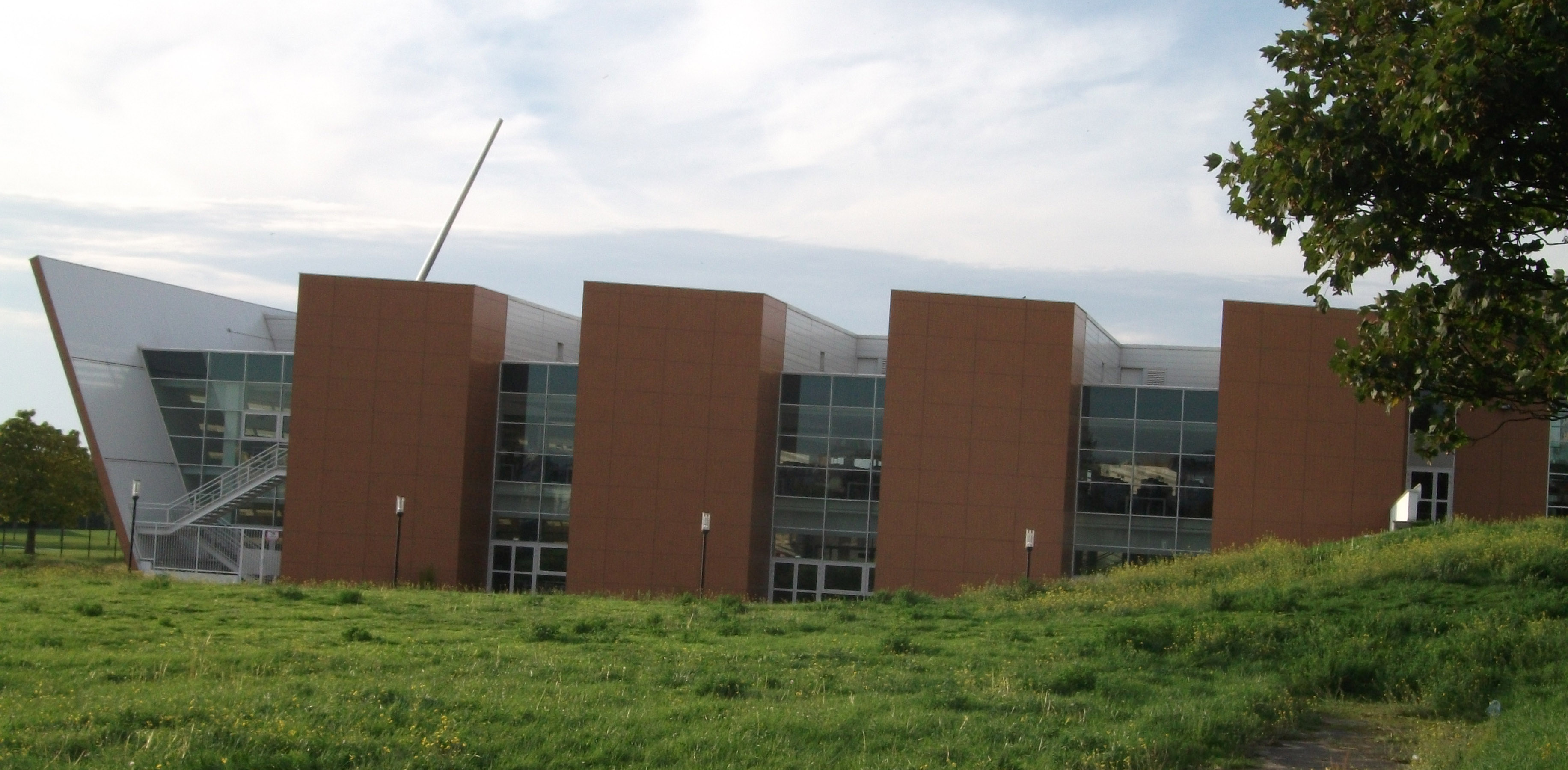
Bibliothèque Robert de Sorbon sur le campus Croix-Rouge de Reims.

Les principales œuvres de Sorbon sont : De conscientia, Super confessione, Iter Paradisi, toutes trois insérées dans la Bibliothèque des Pères ; de petites Notes sur l’Écriture, impr. dans l’édit. de Menochius, par le père Tournemine ; les Statuts de la maison et Société de Sorbonne, en 38 articles, statuts qu’il ne dressa qu’après avoir gouverné son collège pendant plus de dix-huit ans ; un grand nombre de sermons, restés manuscrits dans la bibliothèque de Sorbonne.

## Hommages
- La bibliothèque de Droit, Lettres, Sciences Économiques et Sociales de l’université de Reims Champagne-Ardenne, inaugurée en 2006, porte le nom de Robert de Sorbon.
- Gustave Crauk, Robert de Sorbon, statue, 1888, musée des Beaux-Arts de Valenciennes[15].
- Monument commémoratif de Robert de Sorbon, église de Sorbon, 1888[16].

#### Ouvrages récents
- Jean-Robert Pitte, La Sorbonne au service des humanités : 750 ans de création et de transmission du savoir, 1257-2007, Paris, Presses de l'université Paris-Sorbonne, 2007, 115 p. (lire en ligne).
- Nicole Bériou, « Robert de Sorbon, le prud'homme et le béguin », Comptes rendus de l'Académie des inscriptions et belles-lettres, vol. 138, no 2,‎ 1994, p. 469-510 (lire en ligne).
- (en) Astrik Ladislas Gabriel, The Paris Studium : Robert of Sorbonne [sic] and his legacy, United States Subcommission for the History of Universities, Université de Notre-Dame-du-Lac, 1992, 541 p. (Noice critique sur le site Persée)
- Palémon Glorieux, Aux origines de la Sorbonne, Paris, Librairie philosophique Vrin, 1965, 348 p. (lire en ligne sur Gallica).

#### Ouvrages anciens
- Henri Jadart et Paul Pellot, Maître Robert de Sorbon et le village de Sorbon (Ardennes) Notice publiée à l'occasion du monument érigé à la mémoire du fondateur de la Sorbonne dans son pays natal, Reims, Imprimerie coopérative, 1888, 82 p. (lire en ligne sur Gallica).
- Ferdinand Hoefer, Nouvelle Biographie générale, Paris, Firmin-Didot, 1868, p. 206.
- « Robert de Sorbon », Annuaire du Conseil héraldique de France Première année, Paris, 1888, pages 145 à 150, en ligne sur Gallica.
- Charles Adam, « Robert de Sorbon 1201-1274 », Revue internationale de l'enseignement, 1930, volume 84, pages 241-265, en ligne sur le site Persée (Éducation).